# Hernandia mascarenensis
Hernandia mascarenensis är en tvåhjärtbladig växtart som först beskrevs av Carl Daniel Friedrich Meisner, och fick sitt nu gällande namn av Kubitzki. Hernandia mascarenensis ingår i släktet Hernandia och familjen Hernandiaceae. Inga underarter finns listade i Catalogue of Life.